# Оса (річка)
Оса — річка в Україні у Воловецькому районі Закарпатської області. Ліва притока річки Вича (басейн Дунаю).

## Опис
Довжина річки приблизно 9,40 км, найкоротша відстань між витоком і гирлом — 8,45  км, коефіцієнт звивистості річки — 1,11 . Формується багатьма гірськими струмками.

## Розташування
Бере початок на південно-західних схилах гори Великий Верх (1598,0 м). Тече переважно на південний захід через мішаний та буковий ліси, понад горою Сернаків (1088 м) і на північно-східній стороні від села Ганьковиця впадає у річку Вича, ліву притоку річки Латориці.

## Цікаві факти
- В середній частині річки на лівому березі розташований загальнозоологічний заказник загальнодержавного значення в Україні Потік Оса[2].